# Erythrolamprus carajasensis
Espèce
Synonymes
- Liophis carajasensis da Cunha, Nascimento & Avila-Pires, 1985

Erythrolamprus carajasensis  est une espèce de serpents de la famille des Dipsadidae.

## Répartition
Cette espèce est endémique de l’État du Pará au Brésil.

## Description
L'holotype de Erythrolamprus carajasensis, un mâle adulte, mesure 429 mm dont 107 mm pour la queue.

## Étymologie
Son nom d'espèce, composé de carajas et du suffixe latin -ensis, « qui vit dans, qui habite », lui a été donné en référence au lieu de sa découverte, la Serra dos Carajás dans l’État du Pará au Brésil.

## Publication originale
- da Cunha, Nascimento & Avila-Pires, 1985 : Os repteis da area de Carajas, Para, Brasil (Testudines e Squamata). Publicacoes Avulsas - Museu Paraense Emilio Goeldi, no 40, p. 9-92 (texte intégral).